# Fuego y sangre (novela)
Fuego y sangre (en inglés: Fire and blood pronunciado /ˈfaɪɚ ənd ˈbləd/) es una novela fantástica del escritor estadounidense George R. R. Martin. Se publicó por la editorial Bantam Books el 20 de octubre de 2018. La novela se publicó en castellano por Plaza & Janés con traducción de Natalia Cervera, Adela Ibáñez, Virginia Pérez, Antonio Rivas, Virginia Sáenz, Paco Vara y Juan Zuriaga. El libro narra una historia completa de la casa Targaryen hasta Aegon III; una estirpe real que aparece en la serie literaria Canción de hielo y fuego.

## Contexto
Fuego y sangre es una precuela de Canción de hielo y fuego. En esta se narra el origen de la casa Targaryen y como esta se hizo al poder en la región de Poniente. En su etapa de escritura del libro George R. R. Martin bromeaba diciendo que este era su GRRMarillion; haciendo una irónica alusión a El Silmarillion de J. R. R. Tolkien.

## Personajes
- Aenar Targaryen: apodado ‘el Exiliado’, patriarca de la casa Targaryen, vendió sus propiedades en el Feudo Franco y las Tierras del Largo verano para establecerse con toda su familia en Rocadragón.[1]
- Gaemon Targaryen: llamado ‘el Glorioso’, hijo de Aenar. Hermano y esposo de Daenys. Señor de Rocadragón.[2]
- Daenys Targaryen: llamada ‘la Soñadora’, hija de Aenar. Hermana y esposa de Gaemon. Fue quien profetizó la maldición de Valyria.[1]
- Aegon I Targaryen: llamado ‘el Conquistador’, segundo hijo de Aerion Targaryen y Valaena Velaryon. Hermano y esposo de Visenya y Rhaenys Targaryen. Nació en Rocadragón el año 27 antes de la conquista.[2] Blandía la espada llamada ‘Fuegoscuro’, no se complacía en las hazañas de las armas y nunca participó en justas o torneos. Duro con rebeldes y traidores era generoso con quien le rendía pleitesía.[3] El año 35 d. C. se trasladó a Rocadragón para demoler el castillo de Desembarco del rey. Murió de apoplejía en Rocadragón el año 37 d. C.[4]
- Visenya Targaryen: hija mayor de Aerion y Valaena Velaryon. Hermana y esposa de Aegon.[2] Hábil guerrera; pues desde la infancia entrenaba con su hermano, empuñaba una espada larga llamada ‘Hermana Oscura’. Adusta, seria e implacable, era de belleza dura y austera, tenía cabellos de oro y plata y ojos violeta.[5]
- Rhaenys Targaryen: hija menor de Aerion y Valaena Velaryon. Hermana y esposa de Aegon.[2] Alegre, curiosa, impulsiva y fantasiosa. Le encantaban la música, el baile, la poesía y volar.[5]
- Harren Hoare : llamado ‘el negro’, nieto de Harwyn Manodura. Rey de las Islas y los Ríos. Gobernante cruel, dedicó cerca de cuarenta años a la construcción de Harrenhal.[6]
- Argilac Durrandon: llamado ‘el arrogante’.[7] Nieto de Arrec Durrandon. Rey de la Tormenta y último Durrandon. A muy corta edad detuvo una invasión dorniense. Mató a Garse VII Gardener en la batalla de las Tierras del verano.[6]
- Orys Baratheon: amigo y paladín de Aegon I. Se rumoraba que era hermano ilegítimo de Aegon por parte del padre.[8]
- Edmund Tully: Señor de Aguasdulces. Tras unirse a Aegon en su lucha contra Harren, este le nombró Señor del Tridente.[9]
- Aenys Targaryen: hijo de Aegon I y Rhaenys.
- Deria Martell: princesa regente de Dorne.
- Osmund Strong: Mano del rey Aegon.
- Alyn Stokeworth: Mano del rey Aegon, tras la muerte del anterior. Supervisor de la construcción de la Fortaleza Roja.
- Jaehaerys Targaryen: llamado ‘el Conciliador’.[10] Sucedió en el Trono de Hierro a su tío Maegor Targaryen.[11] Siendo coronado a la edad de 14 años. Murió en su lecho el 103 d. C. a los 69 años.[12]
- Alysanne: llamada ‘la bondadosa reina’. Esposa de Jaehaerys. Tuvo trece hijos. Murió tras una larga enfermedad el 100 d. C. a la edad de 64 años.[10][13]
- Septón Barth y Elysar: Mano del Rey Jaehaerys I y el gran maestre del mismo monarca respectivamente.[10]
- Aemon Targaryen: hijo de Jaehaerys y Alysanne. Fue ungido como Príncipe de Rocadragón y heredero del Trono de Hierro el 62 d. C. a la edad de 7 años. Armado caballero a los 17 años. Su padre lo nombró Justicia Mayor y consejero de los edictos a los 26 años. Murió en Tarth por un flechazo de ballesta.[11]
- Baelon Targaryen: llamado ‘el Valeroso’. Hijo de Jaehaerys y Alysanne. Fue armado caballero a los 16 años. Se casó a los 18 años. Tras la muerte de su hermano expulsó a los myrienses de Tarth.[11]
- Rhaenys Targaryen: hija de Aemon. Nacida el 74 d. C. Joven inteligente, hábil y bella. En el 90 d. C. a la edad de 16 años se casó con Corlys Velaryon.[11]
- Corlys Velaryon: llamado ‘la Serpiente Marina’. Almirante y consejero naval. Señor de las Mareas.[11]
- Maegelle Targaryen: hija de Jaehaerys y Alysanne. Septa. Por su mediación sus padres se reconciliaron en el 94 d. C. tras la Segunda Riña.[13]
- Laena Velaryon: hija mayor de Rhaenys y Corlys.[13]
- Laenor Velarton: hijo menor de Rhaenys y Corlys.[13]
- Viserys I Targaryen: hijo de Baelon Targaryen, coronado a los 26 años.[14]
- Aemma Arryn: hija de Daella Targaryen. Esposa de Viserys Targaryen.[14]
- Aegon II Targaryen: fue Rey de los Siete Reinos entre 129 y 131 d. C. Tras la muerte de su padre, el rey Viserys I, Aegon se enfrentó a su hermana mayor Rhaenyra en la guerra civil conocida como la Danza de los Dragones de la cual salió victorioso
- Rhaenyra Targaryen: hija mayor de Viserys Targaryen y Aemma Arryn. Nacida en el 97 d. C.[14] Los trovadores la apodaban ‘la delicia del reino’. Tenía 6 años cuando coronaron a su padre. Precoz, avispada, valiente y hermosa. A los ocho años empezó a ser copera de su padre. En su infancia estuvo enamorada de su tío Daemon Targaryen.[15]
- Daemon Targaryen: hermano menor de Viserys Targaryen.[15] Tío de Rhaenyra Targaryen y su segundo esposo. Padre de Aegon III Targaryen.[16]
- Aegon III Targaryen: llamado ‘Veneno de Dragón’. Cuarto hijo de Rhaenyra Targaryen. Primero de los que engendro con Daemon Targaryen. De «un pelo plateado tan claro que era casi blanco, y unos ojos de un violeta tan oscuro que eran casi negros.»[17]  Subió al trono el 131 d. C. cuando apenas tenía 10 años y reinó durante veintiséis años. Monarca sombrío, hablaba poco y hacia menos, vivió en la pesadumbre y la melancolía. Murió por tisis el 157 d. C. [16]
- Kermit Tully: señor de Aguasdulces.[17]
- Oscar Tully: armado caballero tras matar tres hombres en la Masacre Embarrada.[17]
- Benjicot Blackwood: llamado ‘Ben el Sanguinario’. Hijo de Samwell Blackwood. Señor del Árbol de los Cuervos. Tenía trece años cuando entró en Desembarco del rey.[18] Alto para su edad, de complexión delgada, con rasgos delicados y modales tímidos y recatados.[19]
- Torrhen Manderly: último Mano del rey Aegon III del periodo de regencia. Regreso a Puerto Blanco en una coca llamada ‘La Sal de la Vida’.[20]

### Dragones
- Balerion: llamado ‘el Terror Negro’, único dragón de los cinco que salieron de Valyria que sobrevivió hasta los días de Aegon.[7] Tenía alas negras como el carbón y escupia un fuego negro ribeteado de rojo.[9]
- Vhagar: dragona salida de un huevo en Rocadragón.[7] La princesa Laena era su propietaria. A la muerte de la princesa el príncipe Aemond la monto; hazaña que le costó un ojo.[21]
- Meraxes: dragona de ojos dorados[22] y escamas de plata[23] salida de un huevo en Rocadragón.[7] Su jinete era Rhaenys Targaryen.[24]
- Azogue: dragón de Aenys Targaryen.
- Syrax: joven dragona de Rhaenyra Targaryen.[15]
- Vermax: dragón de color verdoso, del príncipe Jacaerys Velaryon.[25][26]
- Arrax:[25]dragón blanquecino, su jinete fue el príncipe Lucerys Velaryon.
- Tyraxes:[25] su jinete era Joffrey Velaryon.[27]
- Seasmoke: dragón de Laenor Velaryon. Steffon Darklyn murió al intentar montarlo.[28] Fue montada por Addam de la Quilla.[28]
- Vermithor: dragón del Viejo rey.[29] Gormon Massey murió al intentar montarlo.[28] Fue montado por Hugh ‘el martillo’.[29]
- Silverwing: dragona de la reina Alysanne Targaryen. Fue montado por Ulf ‘el blanco’.[29]
- Roba ovejas: dragón llamativamente feo de color pardo fangoso, era aficionado a la carne de cordero.[30] Su primera y única jinete fue Ortiga.[31]
- Grey Gosth: dragón de color gris blanquecino que vivía en una alta fumarola de la cara oriental de Montedragón. Prefería comer pescado y evitar a los humanos.[30]
- Caníbal: dragón negro de ojos verdes maliciosos, era el más grande y viejo de los dragones salvajes. Llamado así porque se comía las bestias de su propia especie.
- Tempestad: dragón del príncipe Aegon III. Murió siseando, derramando sangre caliente y negra y echando humo por las heridas.[26]
- Tessarion: dragona de color cobre y cobalto, llamada ‘la reina azul’. Su jinete era Daeron Targaryen.[32]
- Dreamfyre: dragona de color azul y escamas plateadas. Su primera jinete fue la reina Rhaena. Tiempo después fue reclamada por la reina Helaena Targaryen.
- Sunfyre: dragón joven color oro con escamas rojas, fue el dragón del rey Aegon II Targaryen.
- Bailarina Lunar: dragona joven, de un color verde claro, con cuernos, cresta y alas del color de las perlas. No era más grande que un caballo de guerra y pesaba menos, pero era muy rápida.[33]

## Ambientación
Los hechos narrados en el libro se suceden en el ficticio continente de Poniente en un tiempo que se asemeja mucho a la Baja Edad Media. Antes de la conquista por parte de Aegon, este territorio se encontraba dividido en siete reinos. Estos eran: el norte; extenso, frío y pedregoso gobernado por los Stark de Invernalia. Los desiertos de Dorne; dominio de los príncipes Martell. Las tierras del oeste; gobernadas por los Lannister. El fértil terreno del Dominio; controlado por los Gardener. Las Tierras de los ríos gobernadas por la Casa Hoare de Harrenhal, El Valle gobernado por la Casa Arryn del Nido de Águilas. Y Tierra de Tormentas gobernada por los Durrandon.
El primer lugar al que arribó Aegon en Poniente fue la bahía de Aguasnegras. En tiempos de los Cien Reinos muchos señores habían reclamado la desembocadura del río para sí. Torres y fuertes se habían sucedido tras varias guerras, de los que solo quedaban piedras y ruinas. Pero lo que Aegon encontró fue tres colinas boscosas que se elevaban sobre una aldea de pescadores. Allí levantó una empalizada de barro y troncos alrededor de la colina más alta. Esta rudimentaria fortaleza se llamó el 'Fuerte de Aegon' y la colina recibió el nombre de 'Colina Alta de Aegon'.

## Recepción
El periódico británico The Guardian lo reseña así: «En su forma más tediosa, el libro enumera nombres para párrafos interminables. Habrá un grupo central de lectores de Martin para quienes el volumen responde a innumerables preguntas y acertijos muy debatidos, pero es menos probable que al fan promedio le importe», y enfatiza «...leerlo a veces da la sensación de estar estudiando para un examen especialmente exigente».
La revista Kirkus Reviews lo califica como «Un espléndido ejercicio de construcción del mundo y una delicia para las legiones de fanes de Martin».
El portal Publishers Weekly comenta: «El estilo narrativo evocador de Martin y su don para la narrativa apasionante están prácticamente ausentes en esta seca historia de los Targaryen ... Las secciones breves son dramáticas o lascivas, y hay entretenidos fragmentos de diálogo y descripciones detalladas de batallas, pero sólo duran unas pocas páginas antes de volver al breve resumen». «Los fanáticos ávidos de la próxima novela de Canción de Hielo y Fuego encontrarán que este volumen abre su apetito, pero no lo satisface».

## Legado
Originalmente se pensó publicar un único tomo, pero a medida que el material de escritura fue creciendo, el escritor manifestó su intención de publicar dos volúmenes, siendo Fuego y sangre el primero de ellos.
La segunda mitad de este volumen se adaptó en una precuela de la serie de televisión Juego de tronos llamada La casa del dragón.